# Grubowarg dwubarwny
Grubowarg dwubarwny (Epalzeorhynchos bicolor) – gatunek słodkowodnej ryby z rodziny karpiowatych (Cyprinidae), wcześniej opisywany pod nazwą labeo dwubarwny (Labeo bicolor). Hodowany w akwariach. W stanie dzikim jest krytycznie zagrożony wyginięciem.

## Zasięg występowania
Gatunek endemiczny dorzecza Menam (Chao Phraya) w Tajlandii. W 1996 został uznany przez Międzynarodową Unię Ochrony Przyrody za wymarły w stanie dzikim i wpisany do Czerwonej księgi IUCN w kategorii EW. Połowy dla potrzeb akwarystyki przyczyniły się do niemal całkowitego wytępienia tego gatunku w całym zasięgu. Późniejsze obserwacje wykazały obecność lokalnych populacji grubowarga dwubarwnego w Chao Phraya, co pozwoliło zaliczyć go do kategorii gatunków krytycznie zagrożonych wyginięciem (CR).

## Charakterystyka
Ubarwienie aksamitnoczarne z czerwonym lub jaskrawoczerwonym ogonem. Długość ciała do 12 cm. Samotnik, wykazujący silnie rozwinięty terytorializm. Starcia w zbyt małym zbiorniku mogą kończyć się śmiercią słabszych osobników. W wystroju zbiornika konieczne kryjówki (kamienie, groty skalne i korzenie).

## Warunki w akwarium
| Zalecane warunki w akwarium | Zalecane warunki w akwarium |
| --------------------------- | --------------------------- |
| Zbiornik                    | duży, min. 150 l            |
| Temperatura wody            | 23–27 °C                    |
| Twardość wody               | miękka do twardej 6–18°n    |
| Skala pH                    | ok. 7,0                     |
| Pokarm                      | żywy, mrożony, w tabletkach |